# Fritz Schiff (Mediziner)
Fritz Schiff (* 13. Februar 1889 in Berlin; † 30. Juli 1940 in New Rochelle, USA) war ein deutscher Mediziner, der als Jude aufgrund der Maßnahmen des nationalsozialistischen Regimes unter Adolf Hitler in die USA emigrierte.

## Leben
Fritz Schiff absolvierte seine medizinische Ausbildung bei Ernst Friedberger in Berlin und Wilhelm Kolle in Bern. Er diente im Ersten Weltkrieg als Epidemiologe und Allgemeinmediziner der deutschen Armee in Kleinasien und wurde 1919/1920 Direktor der bakteriologischen Abteilung im Krankenhaus Moabit. 1920 wurde er an der Universität Greifswald im Fach Hygiene habilitiert und war dort bis 1922 auch Dozent. Danach ging er an das Städtische Krankenhaus Friedrichshain, wo er die bakteriologisch-serologische Abteilung leitete und eine Reihe von international bedeutsamen Schriften zur Bakteriologie und zur Blutgruppenuntersuchung veröffentlichte. Neben dieser Tätigkeit lehrte er an der Friedrich-Wilhelms-Universität, der heutigen Humboldt-Universität zu Berlin, als Privatdozent in den Fächern Bakteriologie und Hygiene.
Mit der Machtübernahme durch die Nationalsozialisten unter Adolf Hitler wurde Fritz Schiff aufgrund seiner jüdischen Abstammung 1935 aus allen Ämtern entlassen, außerdem wurde ihm die Lehrbefugnis entzogen. Er verließ Deutschland ein Jahr später und emigrierte in die USA, wo er ab 1940 die bakteriologisch-serologische Abteilung des Beth Israel Hospital in New York City leitete. Er starb 1940 in New Rochelle nahe New York und veröffentlichte im Laufe seiner Karriere über 150 wissenschaftliche Arbeiten vorwiegend zur Serologie der Blutgruppen.

## Ehrung
Nach Fritz Schiff ist eine Straße im Berliner Ortsteil Friedrichshain benannt. Seit dem 17. Mai 1968 vergibt die Deutsche Gesellschaft für Transfusionsmedizin und Immunhämatologie den Fritz-Schiff-Preis in Gedenken an die Leistungen des Mediziners.

## Veröffentlichungen (Auswahl)
- Beiträge zur Kraniologie der Czechen. In: Archiv für Anthropologie. Neue Folge. Band 11, 1921. Schiff beschreibt darin zwei anthropologische Typen innerhalb der böhmischen Population.
- Die Technik der Blutgruppenuntersuchung für Kliniker und Gerichtsärzte nebst Berücksichtigung ihrer Anwendung in der Anthropologie und der Vererbungs- und Konstitutionsforschung. Springer, Berlin 1926 (3. Aufl. 1932)
- Über die gruppenspezifischen Substanzen des menschlichen Körpers. Fischer, Jena 1931
- Über einen eigenartigen serologischen Faktor des Menschen. Acta Societatis medicorum Fennicae ‚Duodecim‘, Helsinki 1932
- Die Blutgruppen und ihre Anwendungsgebiete. Springer, Berlin 1933
- Blood grouping technic: A manual for clinicians, serologists, anthropologists, and students of legal and military medicine. Interscience Publishers, New York 1942